# Comanche megye (Oklahoma)
Comanche megye az Amerikai Egyesült Államokban, azon belül Oklahoma államban található. Megyeszékhelye és legnagyobb városa Lawton. Lakosainak száma 121 125 fő (2020. április 1.). Comanche megye Caddo, Grady, Stephens, Cotton, Kiowa és Tillman megyékkel határos.

## Népesség
A megye népességének változása:
| Lakosok száma | 125 455 | 126 063 | 126 546 | 124 937 | 124 648 | 121 125 |
|               | 2010    | 2011    | 2012    | 2013    | 2015    | 2020    |